# Mezoregion Puszczy Knyszyńskiej
Mezoregion Puszczy Knyszyńskiej (II.15) – mezoregion przyrodniczo-leśny w Krainie Mazursko-Podlaskiej.
Mezoregion położony jest w północno-wschodniej Polsce w woj. podlaskim. Otoczony jest w całości Mezoregionem Wysoczyzny Białostockiej. Powierzchnia mezoregionu wynosi 1255 km². Na obszarze mezoregionu leży Puszcza Knyszyńska.
Lasy i ekosystemy seminaturalne zajmują 73% powierzchni regionu, z czego lasy 71% (ponad 886km²). 88% powierzchni lasów zarządzanych jest przez Regionalną Dyrekcję Lasów Państwowych w Białymstoku (nadleśnictwa: Knyszyn – część wschodnia, Czarna Białostocka – część południowa, Supraśl – część południowa, Krynki – część zachodnia, Waliły – część południowa i zachodnia, Żednia – część południowa, Dojlidy – część południowo-wschodnia).
Dominują krajobrazy naturalne peryglacjalne równinne i faliste, rzadziej pagórkowate. Mniejsze powierzchnie zajmują krajobrazy fluwioglacjalne równinne i faliste. W regionie występuje wiele źródlisk.
Powierzchnia zbudowana jest z plejstoceńskich utworów geologicznych zlodowacenia środkowopolskiego, jak gliny zwałowe, piaski i żwiry lodowcowe. W północnej części występują wzgórza moren czołowych, zaś w środkowej kemy. Wzgórza charakteryzują się dużych nachyleniem stoków. Pomiędzy wzgórzami znajdują się iły, mułki i piaski zastoiskowe oraz piaski i żwiry sandrowe. W dolinach rzek i zagłębieniach terenu występują holoceńskie piaski, żwiry, mady rzeczne, torfy i namuły.
W krajobrazie roślinnym przeważają bory, bory mieszane i grądy. Na północ od Wasilkowa i w Nadleśnictwie Waliły występują bory mieszane i grądy w odmianie subborealnej oraz rzadko grądy z udziałem borów mieszanych.